# Powayan
Powayan è una suddivisione dell'India, classificata come nagar panchayat, di 23.406 abitanti, situata nel distretto di Shahjahanpur, nello stato federato dell'Uttar Pradesh. 